# مجزرة الفرحاتية
مجزرة الفرحاتية هي مجزرة وقعت في مقاطعة الفرحاتية في غرب قضاء بلد في محافظة صلاح الدين وسط شمال العراق يوم 17 تشرين الأول أكتوبر سنة 2020، حيث اختطف مسلحون مجهولون 12 شخصاً من قرية الفرحاتية وأعدم 8 أشخاص في اليوم نفسه وعُثِر على جُثثِهم، وأما الأربعة الآخرون فلا يزالون مفقودين ولا دليل على وفاتهم، وذكر أنهم من عشيرتين سُنيتين، عشيرة الرفيعات وعشيرة الجيسات، عقد اجتماع عاجل بين محافظ صلاح الدين عمار جبر ووزيري الدفاع و الداخلية لبحث الخروقات الأمنية وتعزيز أمن المحافظة وانطلق الفوج الثامن من الجيش العراقي باتجاه ناحية الفرحاتية وذكرت بعثة الأمم المتحدة في بيان «رعب عند مقتل 8 رجال في صلاح الدين قلوبنا تخرج إلى عائلات الضحايا».

## تفاصيل
اختطف صباح يوم 17 تشرين الأول أكتوبر 12 شخصا من ناحية الفرحاتية وبعد ساعات عثرت شرطة صلاح الدين على جثث 8 أشخاص من أصل 12 مختطفاً وقدم محافظ صلاح الدين طلباً عاجل للكاظمي للتدخل وتحرك الفوج الثامن من الجيش العراقي  وقام رئيس مجلس النواب محمد الحلبوسي بتشكيل لجنة  وزار رئيس الوزراء مصطفى الكاظمي برفقة وزيري الداخلية والدفاع والقادة الأمنيين موقع المجزرة ووعد أهالي الضحايا بمحاسبة القتلة.

## المنفذون
اتهم اللواء يحيى رسول الناطق باسم القائد العام للقوات المسلحة، تنظيم داعش بالوقوف وراء مجزرة بلد، مشيراً إلى وجود شهادات من أهالي الضحايا والمواطنين. فيما لا تزال نتائج التحقيق غير مكتملة،
قال محافظ صلاح الدين عمار جبر الجبوري «أصابع الاتهام تشير إلى جهة معروفة متواجدة على الأرض...جميع المختطفين من مكون واحد وعشيرة واحدة ومن نفس البلدة»، وساتبعد المحافظ عمار جبر تورط عناصر «داعش» في العملية، وقال «منفذي الجريمة كانوا 20 شخصاً، ما يعني أن هؤلاء ليسوا من تنظيم (داعش)، لأنهم يتحركون عادة ضمن مجاميع مؤلفة من 4 إلى 5 أشخاص...أنا رئيس اللجنة الأمنية العليا، ولا أتحرك بهذه القواطع إلا بموافقة القوات الماسكة للأرض، فكيف يتحرك 20 شخصاً من دون علم تلك القوات؟..القضية محصورة بين (اللواء 42)، والقرية التي حدثت فيها الجريمة هي تحت حماية فوج (المغاوير)، وليست في خط تماس مع مناطق وجود عناصر (داعش)، بل هي على الشارع العام ومحصورة بين القطعات الأمنية الماسكة للأرض». وفي يوم 12 آذار سنة 2023 قال رئيس الوزراء السابق مصطفى الكاظمي لجريدة الشرق الأوسط " المحاولة الثانية حصلت عندما تعرضت مجموعة من العوائل السنيّة في قرية الفرحاتية في محافظة صلاح الدين، لاغتيال بدم بارد على يد مجموعة من الشباب من جماعة مسلحة. حاولوا إلصاق التهمة بـ«داعش»، ولكن كان واضحاً أن المنفذين من سكان المنطقة، وهدفهم السيطرة على منطقة اقتصادية سنيّة. ذهبت أنا وكل الوزراء الأمنيين لقراءة الفاتحة وطمأنة العوائل، وتعرضت في الطريق لإطلاق صواريخ على سيارتي. اتصلنا بالأطراف التي أطلقت الصواريخ واعترفت، لكنها ادعت لاحقاً أنها أُطلقت في إطار تدريبات. إنها المجموعة نفسها التي كانت تهدد رئيس الوزراء باستمرار.".

## الضحايا
- مهند إبراهيم علي (20 عامًا).
- كزكزان طه كريم (23 عامًا).
- نهاد حميد كريم محسن (23 عامًا).
- عزيز إبراهيم علي (23 عامًا).
- حميد كريم قاسم محسن (54 عامًا).
- عيسى حامد كريم.
- موسى حامد كريم جاسم.
- جمال محمد جمال.

## ردود أفعال

### داخلياً
- استنكر رئيس مجلس النواب محمد الحلبوسي الجريمة البشعة والنكراء التي تعرَّض لها مواطنون مدنيون عُزَّل في محافظة صلاح الدين"، وأكد على ضرورة اتخاذ الإجراءات الخاصة بمحاسبة المقصرين من القطعات الماسكة، وملاحقة "المجرمين" وتسليمهم للعدالة، وفرض هيبة الدولة وسلطة القانون.[12]
- فالح الفياض رئيس هيئة الحشد الشعبي: ما حصل في الفرحاتية هو جريمة قتل لمواطنين أبرياء خارج إطار القانون.[13]
- أفاد المتحدث باسم «عصائب أهل الحق» جواد الطليباوي يوم الثلاثاء بأن زعيم العصائب قيس الخزعلي أمر بالتعاون مع الجهات الأمنية في مجزرة قضاء بلد بمحافظة صلاح الدين، نافياً صحة الاتهامات بضلوع مقاتلي العصائب في المجزرة.
- أعلن رئيس الوزراء مصطفى الكاظمي: لا مكان لعودة الإرهاب تحت أي صورة أو مسمى وأن عقيدة القوات المسلحة تلتف حول الولاء للوطن والقانون لا للأفراد أو المسميات الأخرى.[14]
- طالب نواب محافظة صلاح الدين من مصطفى الكاظمي بكشف هوية القتلة وتقديمهم للعدالة.[15]

### خارجياً
- مجلس التعاون الخليجي: أدان الأمين العام لمجلس التعاون لدول الخليج العربية نايف فلاح مبارك الحجرف، المجزرة الإرهابية التي وقعت في الفرحاتية في محافظة صلاح الدين، وأودت بحياة ثمانية مواطنين عراقيين.[16]
- الولايات المتحدة: أدان السفير الأمريكي في بغداد جريمة القتل البشعة التي وقعت أمس وراح ضحيتها مدنيون عراقيون في قريةِ الفرحاتية بقضاء بلد بمحافظة صلاح الدين، دعواتنا لعوائل الضحايا.[17]
- الأمم المتحدة: طالبت بعثة الامم المتحدة لمساعدة العراق يونامي، اليوم الأحد، بدعم التحقيقات الحكومية بجريمة الفرحاتية في محافظة صلاح الدين وذكرت البعثة في بيان «حدث رعب عند مقتل 8 رجال في صلاح الدين وقلوبنا تخرج إلى عائلات الضحايا».[18]
- مفوضية حقوق الأنسان: أبدت المفوضية العليا لحقوق الإنسان في العراق، اليوم الاثنين، أسفها البالغ وقلقها الشديد عن الاحداث التي حصلت في ناحية الفرحاتية في محافظة صلاح الدين والتي أدت إلى مقتل (12) واختطاف (4) آخرين من أبناء الناحية.[19]